# Liste von Persönlichkeiten der Stadt Catania
Diese Liste enthält in Catania geborene Persönlichkeiten sowie solche, die in Catania gewirkt haben, dabei jedoch andernorts geboren wurden. Die Liste erhebt keinen Anspruch auf Vollständigkeit.

## In Catania geborene Persönlichkeiten

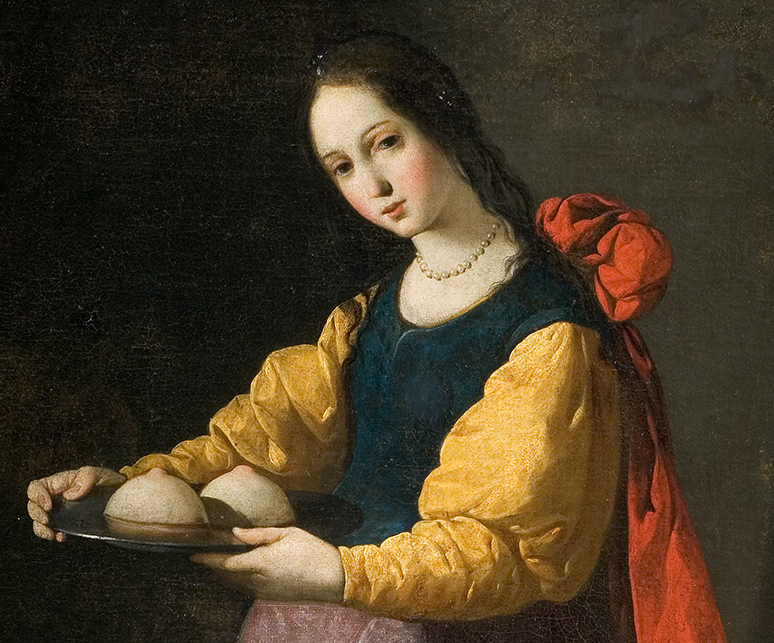
Agatha von Catania

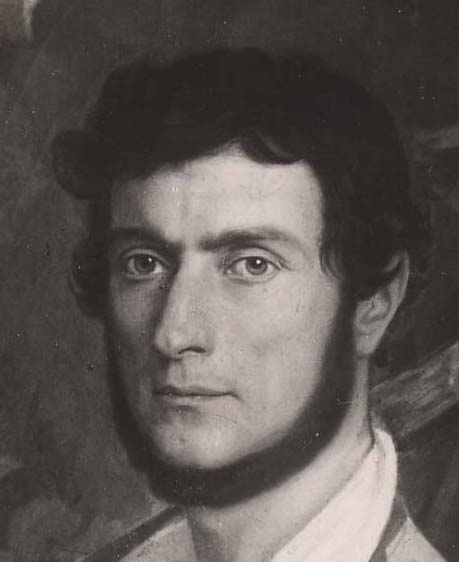
Giuseppe Gandolfo

### Bis 1800
- Agatha von Catania (um 225 – um 250), Heilige
- Konstanze von Sizilien (um 1249–1302), Königin von Aragonien und von Sizilien
- Jakob III. (1315–1349), König von Mallorca
- Ludwig (1337–1355), König von Sizilien
- Friedrich III. (um 1341–1377), König von Sizilien, sowie Herzog von Athen und Neopatria
- Nicolaus de Tudeschis (1386–1445), Theologe
- Olivio Sozzi (1690–1765), Maler
- Francesco Battaglia (1701–1788), Architekt
- Sebastiano Lo Monaco (um 1730 – um 1775), Maler
- Saverio Landolina (1743–1814), Archäologe und Naturwissenschaftler
- Giuseppe Zacco (1786–1834), Maler
- Giuseppe Gandolfo (1792–1855), Maler
- Giovanni Pacini (1796–1867), Opernkomponist
- Giuseppe Rapisardi (1799–1853), Maler

### 1801 bis 1900

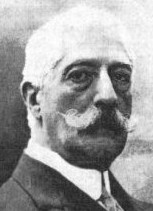
Giovanni Verga

- Vincenzo Bellini (1801–1835), Opernkomponist
- Michele Rapisardi (1822–1886), Maler
- Pietro Platania (1828–1907), Komponist und Musikpädagoge
- Gaetano Giorgio Gemmellaro (1832–1904), Paläontologe und Geologe
- Giovanni Verga (1840–1922), Schriftsteller
- Antonino Gandolfo (1841–1910), Maler
- Mario Rapisardi (1844–1912), Dichter
- Giuseppe Francica-Nava de Bontifè (1846–1928), Erzbischof von Catania
- Giuseppe Vadalà-Papale (1854–1921), Jurist und Rechtsphilosoph
- Giuseppe de Felice Giuffrida (1859–1920), Politiker und Journalist
- Francesco Paolo Frontini (1860–1939), Komponist
- Alessandro Abate (1867–1952), Maler
- Quirino Majorana (1871–1957), Experimentalphysiker
- Antonio Savasta (1874–1959), Komponist und Musikpädagoge
- Oreste Bilancia (1881–1945), Schauspieler
- Saro Arcidiacono (1886–1972), Schauspieler
- Giovanni Canestrini (1893–1975), Journalist, Ingenieur, Fußballspieler, -schiedsrichter und Sportfunktionär
- Rodolfo Spahr (1894–1981), Schweizer Numismatiker und Geschäftsmann

### 1901 bis 1950

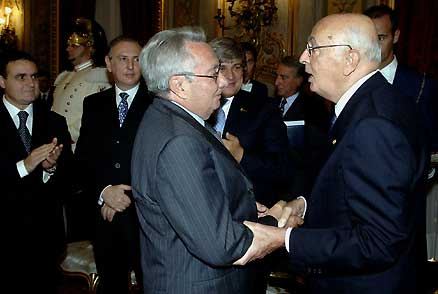
Candido Cannavò (l.)

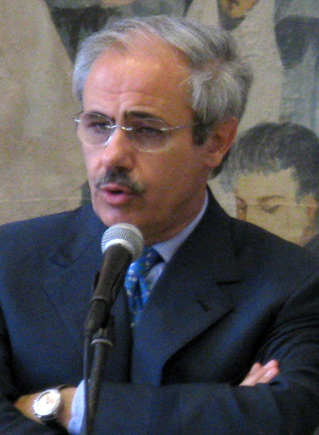
Raffaele Lombardo

- Filippo Anfuso (1901–1963), Diplomat und Politiker
- Salvatore Battaglia (1904–1971), Romanist und Lexikograf
- Ettore Majorana (1906 – verschollen 1938), Physiker
- Adele Gloria (1910–1984), Malerin, Fotografin, Bildhauerin und Dichterin
- Ignazio Balsamo (1912–1994), Schauspieler
- Vittorio Crucillà (1917–2008), Journalist und Filmregisseur
- Giovanni Grimaldi (1917–2001), Drehbuchautor und Filmregisseur
- Sebastiano Lo Nigro (1919–1984), Folklorist
- Gaetano Benedetti (1920–2013), Psychiater und Psychotherapeut
- Giuseppe Catalfamo (1921–1989), Professor für Pädagogik
- Turi Ferro (1921–2001), Schauspieler
- Grazia Di Marzà (1922–1993), Schauspielerin
- Libero Grassi (1924–1991), Bekleidungs-Unternehmer und Mafia-Gegner
- Goliarda Sapienza (1924–1996), Schauspielerin und Schriftstellerin
- Giuseppe Calderone (1925–1978), Mafioso
- Aldo Clementi (1925–2011), Komponist
- Roberto Pregadio (1928–2010), Filmkomponist, Musiker und Dirigent
- Candido Cannavò (1930–2009), Sportjournalist und Herausgeber der Gazzetta dello Sport
- Raoul Gatto (1930–2017), theoretischer Physiker
- Roberto Zapperi (* 1932), Historiker und Schriftsteller
- Tuccio Musumeci (* 1934), Filmschauspieler
- Antonio Calderone (1935–2013), Mafioso
- Alfredo Maria Bonanno (1937–2023), Insurrektionalist
- Daniela Rocca (1937–1995), Schauspielerin
- Héctor Darío (1938–2013), argentinischer Tangosänger
- Nitto Santapaola (* 1938), Mafioso
- Pietro Torrisi (* 1940), Stuntman und Schauspieler
- Umberto Balsamo (* 1942), Liedermacher
- Aldo Grimaldi (1942–1990), Filmregisseur und Drehbuchautor
- Ada Pometti (* 1942), Schauspielerin
- Salvatore Bugnatelli (* 1943), Filmregisseur, Drehbuchautor und Filmeditor
- Gianni Bella (* 1946), Sänger
- Franco Diogene (1947–2005), Schauspieler
- Dante Majorana (* 1947), Dokumentarfilmer und Filmregisseur
- Pietro Anastasi (1948–2020), Fußballspieler
- Ivan Garofalo (* 1948), Gräzist und Medizinhistoriker
- Raffaele Lombardo (* 1950), Politiker

### 1951 bis 1970

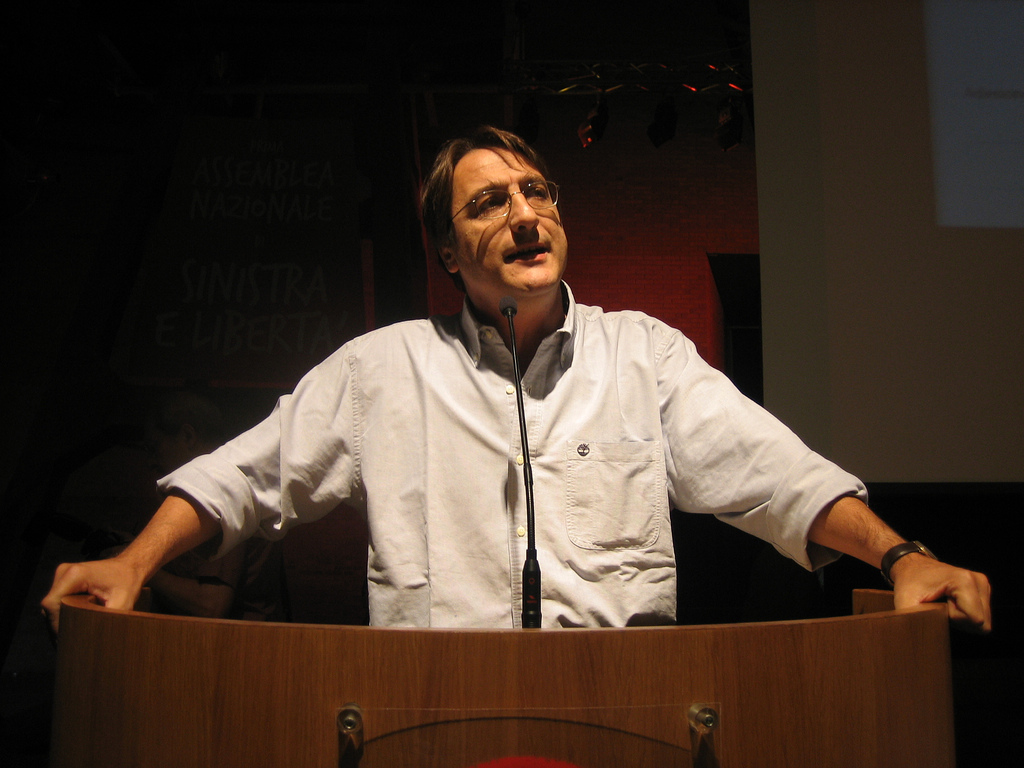
Claudio Fava

- Jerry Calà (* 1951), Schauspieler, Drehbuchautor und Filmregisseur
- Giuseppe Marciante (* 1951), Bischof von Cefalù
- Marcella Bella (* 1952), Sängerin
- Stelio Mangiameli (* 1954), Rechtswissenschaftler
- Angelo Arcidiacono (1955–2007), Säbelfechter
- Giuseppe Sciacca (* 1955), Kurienbischof der katholischen Kirche
- Napoleone Ferrara (* 1956), italienisch-US-amerikanischer Angiogenese-Forscher
- Guia Jelo (* 1956), Schauspielerin
- Claudio Fava (* 1957), Politiker, Journalist und Mafiagegner
- Etta Scollo (* 1958), Sängerin
- Ettore Messina (* 1959), Basketballtrainer
- Pietro Scalia (* 1960), Filmeditor
- Angelo d’Arrigo (1961–2006), Gleitschirm- und Hängegleiterpilot sowie Vogelkundler
- Maria Grazia Cutuli (1962–2001), Journalistin
- Manuel Zurria (* 1962), Flötist
- Caterina Carpinato (* 1963), Neogräzistin
- Giovanni La Via (* 1963), Politiker
- Walter Arena (* 1964), Geher
- Gianni Celeste (* 1964), Sänger
- Michela Giuffrida (* 1964), Politikerin
- Vincenzo Ortoleva (* 1965), Altphilologe
- Guglielmo Giombanco (* 1966), römisch-katholischer Geistlicher, Bischof von Patti
- Rosario Salvatore Aitala (* 1967), Jurist und Richter
- Nunzia Catalfo (* 1967), Politikerin und ehemalige Ministerin für Arbeit und Soziales
- Gerardina Trovato (* 1967), Singer-Songwriterin und Sängerin
- Massimo Maugeri (* 1968), Schriftsteller, Blogger und Radiomoderator
- Giuseppe Fiorello (* 1969), Schauspieler
- Fabrizio Puglisi (* 1969), Jazzbassist
- Giuseppe D’Urso (* 1969), Mittelstreckenläufer
- Pierluca Azzaro (* 1970), Historiker

### Ab 1971
- Mario Biondi (* 1971), Sänger

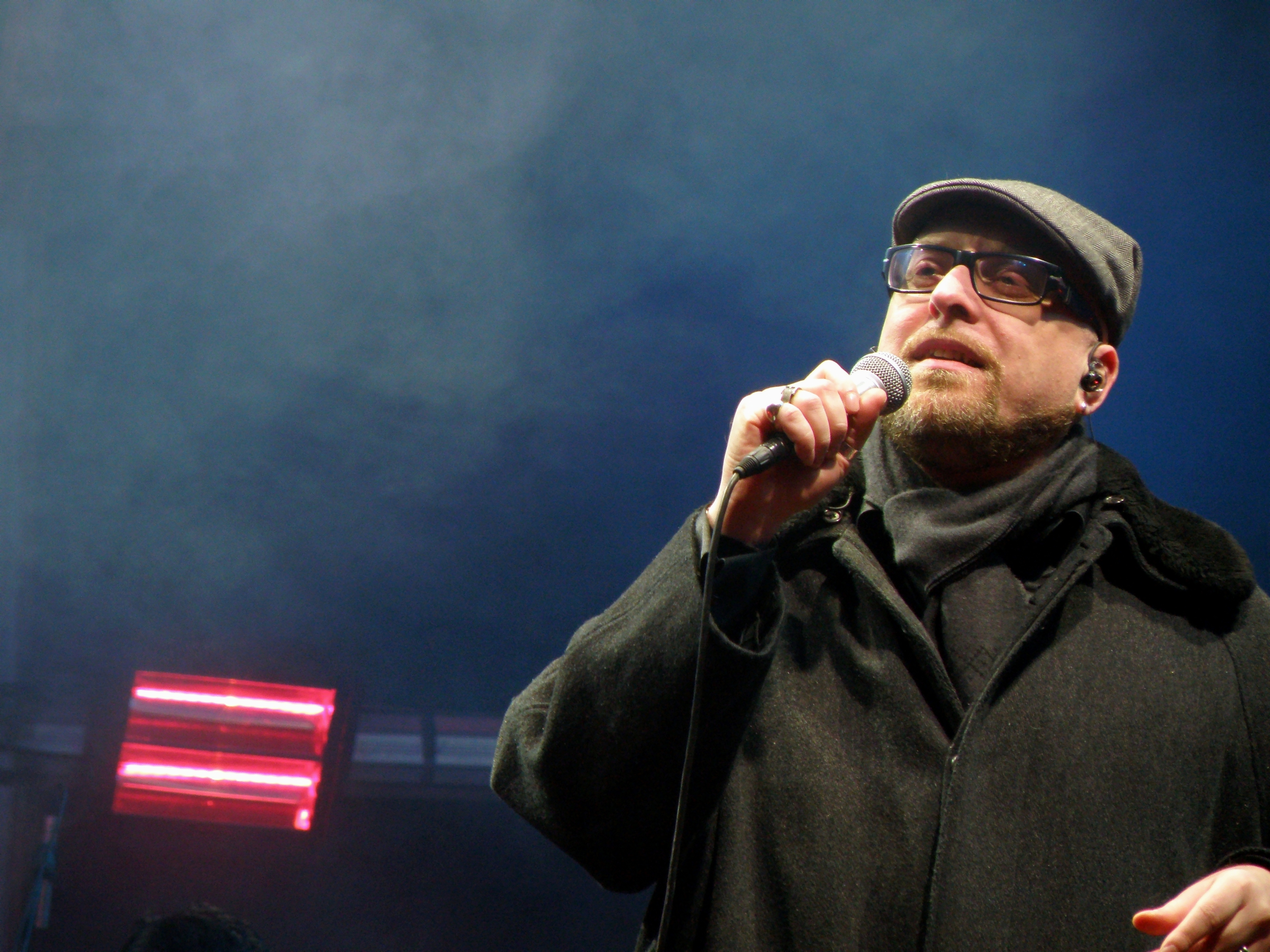
Mario Biondi

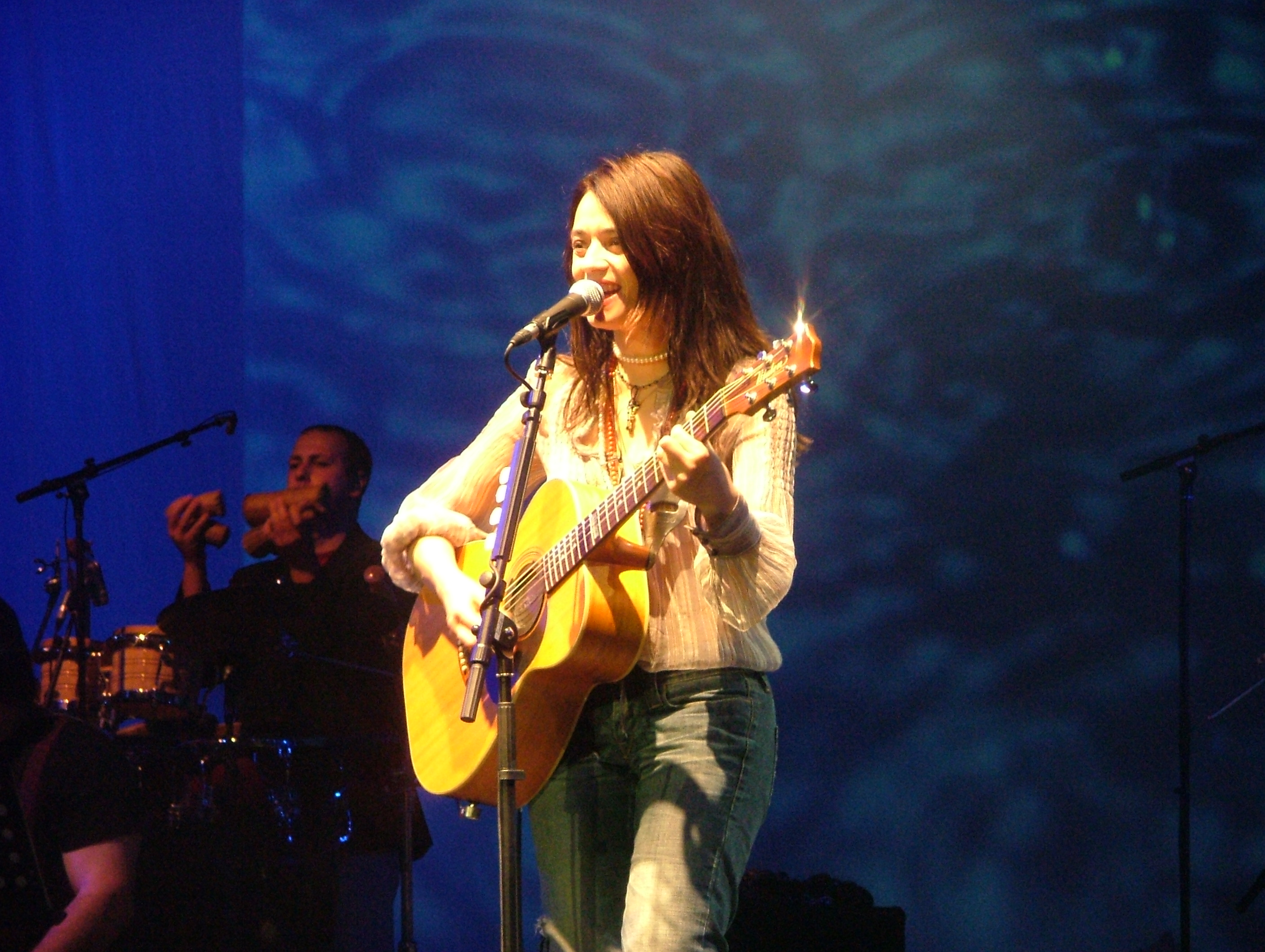
Carmen Consoli

- Giusi Malato (* 1971), Wasserballspielerin
- Jenny B (* 1972), Pop- und Jazzsängerin
- Michelangelo Crispi (* 1972), Ruderer
- Salvatore Domenico Pogliese (* 1972), Politiker
- Carmen Consoli (* 1974), Liedermacherin und Sängerin
- Massimo (* 1975), Musiker
- Misstress Barbara (* 1975), DJ und Musikproduzentin
- Tiziana Lodato (* 1976), Schauspielerin
- Maddalena Musumeci (* 1976), Wasserballspielerin
- Lorenzo Patanè (* 1976), Schauspieler
- Cinzia Ragusa (* 1977), Wasserballspielerin
- Laura Torrisi (* 1979), Schauspielerin
- Daniele Gangemi (* 1980), Filmregisseur und Drehbuchautor
- Luca Butera (* 1980 oder 1981), Popsänger
- Stefania Spampinato (* 1982), Schauspielerin
- Paolo Pizzo (* 1983), Fechter
- Miriam Leone (* 1985), Schauspielerin, Fernsehmoderatorin und Model
- Melissa Panarello (* 1985), Autorin
- Claudio Licciardello (* 1986), Leichtathlet
- Rosaria Aiello (* 1989), Wasserballspielerin
- Rossella Fiamingo (* 1991), Fechterin
- Diletta Leotta (* 1991), Fernsehmoderatorin
- Alberta Santuccio (* 1994), Degenfechterin
- Salvatore Cavallaro (* 1995), Boxer
- Carlotta Ferlito (* 1995), Kunstturnerin
- Lorenzo Fragola (* 1995), Popsänger
- Giuseppe Leonardi (* 1996), Sprinter
- Emanuele Ndoj (* 1996), albanischer Fußballspieler
- Giulia Mignemi (* 1999), Ruderin

## Bekannte Einwohner von Catania
- Luigi Capuana (1839–1915), Schriftsteller